# Charles Baudin
Pour les articles homonymes, voir Baudin.
Charles Baudin, né en 1784 à Paris et mort en 1854 à Ischia, est un amiral de France des XVIIIe et XIXe siècles.

## Biographie

### Origines et famille
Il est le fils du conventionnel Pierre Charles Louis Baudin (des Ardennes).

### Carrière

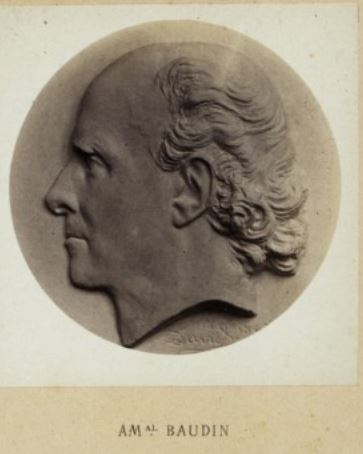
Médaillon par David d'Angers

À compter de 1800, il participe en tant qu'aspirant de deuxième classe sur le Géographe au voyage vers les mers du Sud de Nicolas Baudin.
Enseigne à bord de la frégate la Piémontaise, il participe en 1808 à un combat contre les Britanniques dans la mer des Indes, et il a le bras droit emporté par un boulet, mais n'en continue pas moins à servir.
Lieutenant de vaisseau en 1812, il commande le brick le Renard ; il reçoit l'ordre d'escorter, avec une petite goélette pour conserve, un convoi de quatorze bâtiments chargés de munitions navales, en destination pour Toulon. Parti de Gênes le 11 juin, le convoi est constamment harcelé une division britannique composée du vaisseau de 74 canons HMS America, d'une frégate et d'un brick. Le 16, se trouvant à la hauteur de Saint-Tropez, il engage le brick HMS Swallow, coupé de sa division. Ce combat vaut au lieutenant Baudin le grade de capitaine de frégate. En 1815, il commande une corvette sur l'estuaire de la Gironde, et est sollicité par Napoléon, alors que celui-ci songe à quitter la France pour gagner l'Amérique, sans que ce plan soit retenu.
Ses opinions politiques hostiles aux Bourbons le conduisent à quitter le service lors de la Restauration, en 1816. Il entre dans la marine marchande. Il fonde au Havre une maison de commerce qui fait faillite avec la Révolution de 1830.
En 1830, il rend ses épaulettes au capitaine au long cours. À la fin de 1833, il est promu capitaine de vaisseau, et en 1838, trente ans après le jour où il a perdu un bras au service de son pays, il est promu au grade de contre-amiral.

#### Guerre des Pâtisseries

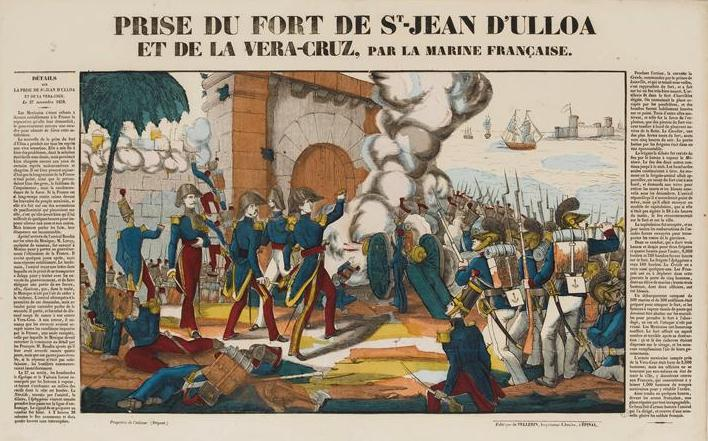
La prise de Saint-Jean d'Ulloa en 1838, sous les ordres de Charles Baudin.

À cette époque fut résolue l'expédition contre le Mexique, il est chargé en 1838, de tirer vengeance d'actes de violence commis au Mexique contre des négociants français. L'amiral Baudin est chargé du commandement de l'escadre. Arrivé devant les côtes de la Nouvelle-Espagne avec vingt-trois bâtiments, il épuise, pendant un mois, toutes les voies de conciliation. 
Il fallut recourir à la force, et le 27 novembre 1838, la frégate amirale la Néréide, la Gloire et Ephigénie, et les bombardes le Cyclope et le Vulcain, ouvrent un feu terrible contre Saint-Jean-d'Ulloa, forteresse regardée imprenable par les Mexicains, et qui commande le port et la ville de la Veracruz. C'est la bataille de San Juan de Ulúa.
Charles Baudin est nommé vice-amiral le 22 janvier 1839. En 1840, il reçoit la cravate de commandeur de la Légion d'honneur et est investi d'une mission militaire et diplomatique près de la Confédération argentine, ainsi que du commandement en chef des forces navales dans les mers de l'Amérique du Sud. Le 7 juillet 1852, il devient titulaire de la Médaille militaire. 
Il venait d'être élevé par Napoléon III à la dignité d'Amiral de France lorsqu'il meurt en 1854. Protestant, il avait été élu président du conseil central des églises réformées par ses coreligionnaires.

### Sources et bibliographie
- Marie-Nicolas Bouillet  et Alexis Chassang (dir.), « Charles Baudin » dans Dictionnaire universel d’histoire et de géographie, 1878 (lire sur Wikisource)
- « Charles Baudin », dans Charles Mullié, Biographie des célébrités militaires des armées de terre et de mer de 1789 à 1850, 1852 [détail de l’édition]
- « Charles Baudin », dans Adolphe Robert et Gaston Cougny, Dictionnaire des parlementaires français, Edgar Bourloton, 1889-1891 [détail de l’édition]
- André Encrevé, « Charles Baudin », in Patrick Cabanel et André Encrevé (dir.), Dictionnaire biographique des protestants français de 1787 à nos jours, tome 1 : A-C, Les Éditions de Paris Max Chaleil, Paris, 2015, p. 200-201  (ISBN 978-2846211901)